# 処女が見た
『処女が見た』（しょじょがみた）は、1966年1月29日に大映が配給した、三隅研次監督によるサスペンス映画で、主演は若尾文子。

## あらすじ
京都・洛北の西入庵の尼僧・智英尼は、親寺の永光寺の住職・秀謙老師を通じて、戸崎和恵という女子高校生を引き取ることになった。和恵は伊勢湾台風で両親を失った後、永光寺の檀家である叔父夫婦に引き取られたものの、折り合いが悪く、トラブルに発展したため、西入庵に引き取られることになった。とはいえ奔放に過ごしてきた和恵にとって尼寺の厳しい生活は苦痛であり、頻繁に尼寺を抜け出しては歓楽街に繰り出すため、智英を困らせていた。ある日、書道のため西入庵に出入りしていた少女が智英に甘えるのを見た和恵は嫉妬のあまり尼寺を飛び出した結果、痴漢に遭い、智英に助けられた。以来、2人の関係は温かなものになった。
和恵の停学処分が解けた矢先、秀謙が急逝し、行俊という若い和尚が永光寺の住職となった。ある日、智英は茶会で使う茶碗を借りに永光寺を訪れた際、行俊に強姦された。彼女は己の身の穢れを恥じた一方、彼に惹かれていき、不倫を重ねた末、ついに身ごもってしまう。智英は伏せていたつもりだったが、和恵に見抜かれており、失望した彼女は西入庵を飛び出した。
その後、和恵は新聞で智英の入水自殺を知り、行俊を殺害する。

## 配役
- 若尾文子 : 智英尼
- 安田道代 : 戸崎和恵
- 城健三朗 : 行俊
- 小夜福子 : 妙仙尼
- 小柳徹 : 原史郎
- 伊達三郎 : 警官
- 若杉曜子 : 夏枝
- 内田朝雄 : 茶会の客
- 寺島雄作 : 貞三
- 南部彰三 : 秀謙老師
- 北野拓也 : 不良A
- 森下昌子 : 節子
- 園恵子 : 貞三の娘
- 岡島艶子 : お竹
- 天羽剛 : 不良B
- 香住巌 : 不良C

## スタッフ
- 監督 : 三隈研次
- 企画 : 関幸輔
- 撮影 : 牧浦地志
- 美術 : 下石坂成典
- 音楽 : 小杉太一郎
- 編集 : 菅沼完二
- 脚本 : 舟橋和郎・小滝光郎